# Honorius van Canterbury
Honorius (overleden 30 september 653) was een lid van de Gregoriaanse missie die in 597 naar Groot-Brittannië werd gestuurd om de Angelsaksen te kerstenen. In 627 werd hij aartsbisschop van Canterbury. Tijdens zijn aartsbisschopschap wijdde hij de eerste autochtone Angelsaksische bisschop van Rochester. Ook steunde hij de missionaire activiteiten van de later heilig verklaarde Felix van Dunwich (ook bekend als Felix van Bourgondië) in East Anglia. Honorius was de langstlevende van de Gregoriaanse missionarissen.